# Август Фельдман
Август Фельдман (ест. August Feldman) (30 березня 1899, м. Пернов, Ліфляндська губернія — 5 серпня 1970, Таллінн, ЕРСР) — естонський радянський воєначальник, полковник (1942), в 1944—1945 рр. командував 249-ю Естонською стрілецькою дивізією, з 1951 по 1954 рік — військовий комісар Естонської РСР.

## Біографія
Август Фельдман народився 30 березня 1899 року у місті Пернов Ліфляндської губернії у ній фабричного робітника.
У віці п'ятнадцяти років вступив учнем слюсаря на фабрику, де працював батько. Але незабаром роботу довелося залишити — розпочалася Лютнева революція.

### Служба в армії
З жовтня 1917 перебував у лавах народної міліції, а в серпні 1918 вступив добровольцем до Талліннського комуністичного стрілецького полку, у складі якого брав участь у бойових діях на Уралі. Його полк тісно взаємодіяв із частинами 30-ї стрілецької дивізії, якою командував В. Блюхер.
У складі Естонської стрілецької дивізії брав участь у боях під Нарвою, проти поляків у районі Двінська, взяття Курська, Білгорода, Маріуполя, проти підрозділів М. Махна в Україні. У 1920—1921 роках брав участь в окупації Криму та ліквідації повстанських загонів Заболотного та Левченка в Україні.
У 1922 році Фельдман вступив до Петроградської міжнародної військової школи, в естонській групі був передовиком в навчанні. Закінчивши школу в 1925 році, пройшов шлях від командира взводу до начальника штабу полку.

### Німецько-радянська війна
На початку війни перебував на посаді начальника штабу 400-го стрілецького полку, з яким майже місяць вибирався до своїх у напрямку Вязьми. Пізніше майора Фельдмана було призначено начальником оперативного відділу штабу 89-ї стрілецької дивізії, з якою брав участь у відступальних боях на Західному фронті.
Наприкінці 1941 року був відкликаний в Уральський військовий округ формування 7-ї Естонської стрілецької дивізії. Відразу було призначено начальником штабу дивізії. 25 вересня 1942 року, коли дві дивізії було зведено до складу 8-го Естонського стрілецького корпусу, Фельдмана призначили заступником командира 249-ї Естонської стрілецької дивізії. У цьому ролі брав участь у важких боях під Великими Луками.
У період звільнення Естонії в 1944 році, коли комдив Ломбак був поранений, вступив у командування 249-ї Естонської стрілецької дивізії. Свою дивізію полковник Фельдман провів від форсування річки Емайиг до звільнення півострова Сирве.
Особливо відзначилася дивізія Фельдмана у вересні 1944 року у районі Поркуні. 249-а дивізія, що переслідувала відхідних німців, йдучи обхідними дорогами, випередила противника і в районі Поркуні, де притиснула німецьке угруповання до озера. Бої тривали понад 2 години. Зазнавши втрат (понад 400 осіб), близько 1000 ворожих солдатів і офіцерів здалися в полон.
Також полковник Фельдман відзначився 23 вересня 1944, беручи участь у складі передового загону дивізії у захопленні Хаапсалу. Наприкінці дня загін вирвався до Рохукюла. Дивізія форсувала протоку Суур-Вяйн і потім опанувала остров Муху (водна перешкода становила понад шість кілометрів).
Указом Президії Верховної Ради СРСР за прорив оборони німців у районі Тарту 249-й дивізія була нагороджена орденом Червоного Прапора. Пізніше стали орденоносними і деякі її підрозділи: орденом Червоного Прапора був нагороджений 921-й стрілецький полк, орденом Кутузова 3-го ступеня — 779-й артполк, орденом Олександра Невського — 307-й окремий протитанковий дивізіон7-й Червоний 925-й стрілецькі полиці.
За час війни Фельдман був двічі згаданий у подякових у наказах Верховного Головнокомандувача.

### Після війни
Після закінчення війни був призначений заступником командира Естонського стрілецького корпусу, потім кілька років був начальником військової кафедри Тартуського державного університету.
У 1951 році був призначений військовим комісаром Естонської РСР, на цій посаді перебував понад два роки. У 1954 році звільнився у запас.
Помер у Таллінні у 1970 році.

## Нагороди
- Орден Леніна (1945[2])
- чотири ордена Червоного Прапора (20.06.1943, 21.09.1944 03.11.1944[2], 1950[2])
- орден Суворова 2-го ступеня (29.06.1945)
- орден Олександра Невського (06.06.1945)